# Кофину
Кофѝну (на гръцки: Κοφίνου) е село в Кипър, окръг Ларнака. Според статистическата служба на Република Кипър през 2001 г. селото има 1311 жители.